# ペンテン
ペンテン（英: Pentene）は、化学式C5H10で表されるアルケンの一種。鎖式有機化合物で、二重結合を一つ持つ。二重結合の位置により1-ペンテンと2-ペンテンの異性体があり、2-ペンテンには、さらにシス–トランス異性体がある。

## 直鎖異性体
1-ペンテンはα-オレフィンの一つである。1-ペンテンは石油の流動接触分解 (Fluid catalytic cracking) や熱分解、あるいは炭化水素フラクションの熱分解によるエチレンおよびプロピレン生産の際の副生成物として主に製造される。化合物として分離・単離されるのは稀である。その代わりに、ガソリンにブレンドされたり、あるいはその他の炭化水素との混合物としてイソブタンでアルキル化されガソリンを作るために使用される。1-ペンテンは、フィッシャー・トロプシュ法によって合成される原料から分離され、Sasol社によって販売されている。
2-ペンテンには2つの幾何異性体、cis-2-ペンテンとtrans-2-ペンテンがある。cis-2-ペンテンはオレフィンメタセシスに用いられる。
1-ペンテンの別称は、アミレン、n-アミレン、n-ペンテンである。2-ペンテンの別称は、β-n-アミレンおよびsym-メチルエチルエチレンである。
|             | 1-ペンテン               | cis-2-ペンテン (Z-2-ペンテン) | trans-2-ペンテン (E-2-ペンテン) |
| ----------- | ------------------------ | ----------------------------- | ------------------------------- |
| 構造        |                          |                               |                                 |
| CAS登録番号 | 109-67-1                 | 627-20-3                      | 646-04-8                        |
| 分子式      | C5H10                    | C5H10                         | C5H10                           |
| 分子量      | 70.14                    | 70.14                         | 70.14                           |
| 沸点        | 30.1 ℃                   | 37 ℃                          | 35.85 ℃                         |
| 融点        | −165℃                    | −180～−178 ℃                  | −136～−135 ℃                    |
| 外観        | 引火性のある、無色の液体 | 引火性のある、無色の液体      | 引火性のある、無色の液体        |

1. ↑  1-ペンテン（神奈川県立総合教育センター）
2. ↑  シス-2-ペンテン（神奈川県立総合教育センター）
3. ↑  トランス-2-ペンテン（神奈川県立総合教育センター）

## 分岐鎖異性体
ペンテンの分岐異性体は、2-メチル1-ブテン、2-メチル-2-ブテン（β-イソアミレン）、3-メチル-1-ブテン（イソペンテン、α-イソアミレン）である。
イソアミレンは、流体接触分解 (FCC) と非常に似た比較的新しい概念である深度接触分解 (DCC) の3つの主な副生成物の一つである。DCCはプロピレン、イソブチレン、イソアミレンを生成する原料として真空軽油 (VGO) を用いる。イソブチレンおよびイソアミレンは、ガソリンにブレンドする代替成分として議論されているメチルtert-ブチルエーテル (MTBE) およびtert-アミルメチルエーテル (TAME) の生産に必要な原料である。
|             | 2-メチル-1-ブテン        | 2-メチル-2-ブテン        | 3-メチル-1-ブテン （イソペンテン） |
| ----------- | ------------------------ | ------------------------ | ---------------------------------- |
| 構造        |                          |                          |                                    |
| CAS登録番号 | 563-46-2                 | 513-35-9                 | 563-45-1                           |
| 分子式      | C5H10                    | C5H10                    | C5H10                              |
| 分子量      | 70.14                    | 70.14                    | 70.14                              |
| 沸点        | 31,2 °C                  | 37.5～38.5 °C            | 20.1 °C                            |
| 融点        | −137.5 °C                | −133.6 °C                | −169.5 °C                          |
| 外観        | 引火性のある、無色の液体 | 引火性のある、無色の液体 | 引火性のある、無色の液体           |

1. ↑  沸点、融点値はPubChemより引用。  - CID 11240 - PubChem
  - CID 10553 - PubChem
  - CID 11239 - PubChem